# Mycale marshallhalli
Mycale marshallhalli är en svampdjursart som först beskrevs av Kent 1870.  Mycale marshallhalli ingår i släktet Mycale och familjen Mycalidae. Inga underarter finns listade i Catalogue of Life.